# 近藤弥生 (アナウンサー)
近藤 弥生（こんどう やよい、3月1日 - ）は、日本のフリーアナウンサー。ベースボールプランニング所属。兵庫県神戸市出身。

## プロフィール
- 最終学歴　　兵庫県立伊川谷高等学校
- 所属事務所　株式会社ベースボールプランニング

## 職歴
- プロ野球　阪神タイガース　甲子園球場アナウンサー
- 全国高等学校野球選手権大会　場内アナウンサー
- 全国高等学校野球選手権　兵庫大会　場内アナウンサー
- 京都府高校野球連盟（わかさスタジアム京都）場内アナウンサー
- 関西ブロック支部対抗オールスター大会
- 西宮少年野球NS会　総合開会式　司会
- NS会6年生お別れトーナメント大会　開会式　司会
- 第37回日本少年野球奈良大会　場内アナウンサー
- 関西ブロック支部対抗オールスター大会
- 兵庫のじぎく大会
- 富田林市長杯争奪親善大会
- 大阪東淀川ジュニア大会
- スプリングリーグ決勝トーナメント
- 堺市長杯争奪 日本少年野球浜寺大会
- K・Tふみづき大会
- 大阪府知事杯争奪K・Tふみづきジュニア大会
- ジュニアホークス交流親善試合1年生大会
- 西宮市議会選挙　選挙アナウンス
- 阪南市議会選挙 選挙アナウンス